# Grupo Barak
Grupo Barak, también conocido como Barak es una banda de música cristiana originaria de Santo Domingo, República Dominicana. La palabra Barak tiene su origen en el antiguo hebreo, y significa «postrado en adoración».
Formado inicialmente por Angelo Frilop y Katiuska Avelino, e integrándose posteriormente otros integrantes. Han colaborado con otros artistas como: Christine D'Clario, Redimi2, Miel San Marcos, Marcos Brunet, Thalles Roberto, Álex Campos, Generación 12, Marcos Yaroide, entre otros. La banda ha tenido una gran repercusión internacional con el tema: Ven Espíritu Santo.
Han recibido dos nominaciones al Premio Grammy Latino, una al premio Dove, y diversos Premios Arpa por álbumes y algunos sencillos musicales.

## Miembros
- Robert Green[15] (Vocalista principal)
- Janiel Ponciano (Voz - bajo)
- Angelo Frilop[16] (Líder, piano, productor musical)
- Josué Capel (Guitarra)
- David Nolasco (Batería)

## Discografía
| 2009: Mi Gran Amor (Frilop Music) |
| --- |
| 1. Mi Gran Amor 2. Quiero Sentir 3. Porque Te Amo 4. You Know 5. Nunca Te Rindas 6. Me Equivoque 7. Tu Eres Todo Para Mi 8. Te Amo Cada Día Mas 9. Mamá 10. Déjame Llenar de Dios 11. Te Alabaría 12. Te Reto a Avanzar 13. Déjame Amarte 14. Santo 15. Ser Cristiano 16. Dios Es Fiel |

| 2011: Lógica De Otro Mundo (Frilop Music) |
| --- |
| 1. Solo Adora 2. I’m Happy 3. Quiero Casarme Contigo 4. Lógica De Otro Mundo 5. Santo Cordero 6. Háblame 7. Ven Espíritu Santo 8. Algo Especial 9. Desciende Espíritu Santo 10. Siempre Te Amare 11. I Love You Mama 12. Grande Es Dios 13. Me Enamoré de Ti |

| 2013: Generación Sedienta (People Conenection) |
| --- |
| 1. Desciende Espíritu Santo 2. Cantaremos de Tu Amor 3. Te Quiero Adorar 4. Quiero Quedarme Contigo 5. Sin Ti No Se Vivir 6. Sumergeme en Tu Gloria [Feat. Marcos Yaroide] 7. Sumergeme en Tu Gloria (Cántico Espontáneo) [Feat. Marcos Yaroide] 8. Dios Háblame 9. Todo Va a Estar Bien 10. Yo Estoy Happy 11. Allí Quiero Estar 12. Allí Quiero Estar (Cántico Espontáneo) 13. Ven Espíritu Santo 14. Tu Amor |

| 2016: Generación Radical (Mar De Cristal Music) |
| --- |
| 1. Con Poder 2. Alfa y Omega 3. Derrama de Tu Gloria 4. Tu Eres Rey [Feat. Christine D’Clario] 5. Tu Eres Rey (Espontáneo) [Feat. Christine D’Clario] 6. Hasta Ver Tu Gloria 7. Vivo Estas 8. Libre Soy [Feat. Alex Campos] 9. La Tierra Canta 10. Trae el Cielo Aquí 11. Eres Dios [Feat. Juan Carlos Rodríguez de Tercer Cielo] 12. Apasionados 13. Danzar [Feat. Redimi2] 14. Ven Espíritu Santo [Feat. Thalles Roberto] 15. La Tierra Canta (Instrumental) 16. Tu Eres Rey (Instrumental) [Feat. Christine D’Clario] 17. Trae el Cielo Aquí (Instrumental) 18. Danzar (Instrumental) |

| 2019: Shekinah (Live) (Barak Music) |
| --- |
| 1. Intro 2. Profetizaré 3. Intimidad 4. Danzamos en Tu Atmósfera 5. Se Desborda 6. Shekinah [Feat. Miel San Marcos] 7. Shekinah (Espontáneo) [Feat. Miel San Marcos] 8. Hay Libertad 9. Alfarero [Feat. Evan Craft] 10. Alfarero (Espontáneo) [Feat. Evan Craft] 11. Perdóname 12. Obra en Mi [Feat. Redimi2] 13. Cambiar el Mundo 14. Profetizaré (Bonus Track) [Feat. Marcos Brunet] 15. Alpha & Omega [Feat. Malachi Mendez (HungryGen Worship)] 16. Holy Spirit [Feat. Ke'Erron Sims] |

| 2022: Fuego & Poder (Barak Music) |
| --- |
| 1. Bienvenido Espíritu Santo 2. Haz Descender 3. Testifico 4. Padre Nuestro 5. Acepta 6. Por Tus Llagas [Feat. Averly Morillo] 7. Tu Hijo Soy 8. Cántico de Restauración (Espontáneo) 9. Si y Amén [Feat. Edward Rivera] 10. Mi Gozo 11. Jesús 12. Dios Sobrenatural 13. Fuego & Poder 14. Gritar |

## Premios y nominaciones
| Año  | Premio              | Categoría                        | Trabajo nominado                             | Resultado |
| ---- | ------------------- | -------------------------------- | -------------------------------------------- | --------- |
| 2017 | Latin Grammy        | Mejor álbum cristiano en español | Generación Radical                           | Nominados |
| 2023 | Latin Grammy        | Mejor álbum cristiano en español | Fuego y Poder (Live)                         | En espera |
| 2020 | Premios Dove        | Álbum en español del año         | Shekinah (Live)                              | Nominados |
| 2014 | Premios El Galardón | Canción del año                  | «Espíritu Santo Ven»                         | Ganadores |
| 2014 | Premios El Galardón | Álbum Musical                    | Generación Sedienta                          | Ganadores |
| 2014 | Premios El Galardón | Dúo o Grupo                      | «Barak»                                      | Ganadores |
| 2014 | Premios El Galardón | Evento Musical                   | «Barak Live»                                 | Nominados |
| 2015 | Premios El Galardón | Destacado en el extranjero       | «Barak»                                      | Ganadores |
| 2015 | Premios El Galardón | Dúo o Grupo                      | «Barak»                                      | Ganadores |
| 2015 | Premios El Galardón | Canción del año                  | «Dios háblame»                               | Nominados |
| 2016 | Premios El Galardón | Destacado en el extranjero       | «Barak»                                      | Nominados |
| 2016 | Premios El Galardón | Dúo o Grupo                      | «Barak»                                      | Ganadores |
| 2017 | Premios El Galardón | Álbum Musical                    | «Generación Radical»                         | Ganadores |
| 2017 | Premios El Galardón | Destacado en el extranjero       | «Barak»                                      | Ganadores |
| 2018 | Premios El Galardón | Destacado en el extranjero       | «Barak»                                      | Ganadores |
| 2019 | Premios El Galardón | Destacado en el extranjero       | «Barak»                                      | Nominados |
| 2015 | Premios Soberano    | Música religiosa contemporánea   | «Barak»                                      | Ganadores |
| 2016 | Premios Soberano    | Música religiosa contemporánea   | «Barak»                                      | Nominados |
| 2017 | Premios Soberano    | Música religiosa contemporánea   | «Barak»                                      | Nominados |
| 2018 | Premios Soberano    | Música religiosa contemporánea   | «Barak»                                      | Nominados |
| 2017 | Premios Arpa        | Mejor feat                       | «Espíritu Santo» (con Redimi2)               | Ganadores |
| 2021 | Premios Arpa        | Álbum del año                    | Shekinah – Barak                             | Nominados |
| 2021 | Premios Arpa        | Canción del año                  | «Profetizaré» – Barak                        | Nominados |
| 2021 | Premios Arpa        | Álbum Pop / Fusión               | Shekinah – Barak                             | Ganadores |
| 2021 | Premios Arpa        | Álbum de dúo / grupo             | Shekinah – Barak                             | Ganadores |
| 2021 | Premios Arpa        | Productor del año                | Frilop, Ponciano, Green y Capel por Shekinah | Nominados |
| 2023 | Premios Arpa        | Canción del año                  | «Sí y Amén» – Barak                          | Ganadores |
| 2023 | Premios Arpa        | Mejor Track de dúo / grupo       | «Sí y Amén» – Barak                          | Ganadores |
| 2018 | Premios Redención   | Agrupación o dúo del año         | «La Tierra Canta»                            | Ganadores |